# ویلسون بویت کیپکتر
ویلسون بویت کیپکتر (انگلیسی: Wilson Boit Kipketer؛ زادهٔ ۶ اکتبر ۱۹۷۳) ورزشکار دو و میدانی اهل کنیا است.